# Малатеста, Галеаццо
Галеаццо Малатеста (итал. Galeazzo Malatesta; 1385, Пезаро — 1461, Флоренция) — итальянский кондотьер, сеньор Пезаро (1429—1444) и Фоссомброне (1429—1445). Старший сын Малатеста IV Малатеста (Малатеста деи Сонетти) и Элизабетты да Варано.

## Биография
В 1405 году женился на Баттисте да Монтефельтро, дочери Антонио II да Монтефельтро.
С 1413 года участвовал в военных походах отца. В 1429 году после его смерти стал подеста Пезаро и Фоссомброне.
В 1431 году изгнан из Пезаро и смог вернуться только через два года.
Ведя безуспешные войны, наделал много долгов. Чтобы рассчитаться с ними, продал свои владения: в 1444 году Пезаро Александру Сфорца за 20 тысяч флоринов, в следующем году Фоссомброне — Федериго III Монтефельтро за 13 тысяч флоринов.
В 1448 году по наущению своих кузенов Доменико и Сиджисмондо Малатеста попытался отвоевать Пезаро, но безуспешно.
После этого поселился во Флоренции, где и умер в 1461 году. С его смертью пресеклась пезарская линия рода Малатеста.